# Phyllidiopsis berghi
Phyllidiopsis berghi is een slakkensoort uit de familie van de Phyllidiidae. De wetenschappelijke naam van de soort is voor het eerst geldig gepubliceerd in 1902 door Vayssière.